# Christian Martaguet
Christian Martaguet, né le 28 mai 1936 à Paris et mort le 12 juillet 2014, est un acteur français qui a joué au cinéma entre l'âge de 11 et 15 ans.

## Filmographie
- 1948 : La Vie en rose de Jean Faurez : un élève
- 1949 : Le Cœur sur la main d'André Berthomieu
- 1949 : L'Homme aux mains d'argile de Léon Mathot
- 1950 : Dieu a besoin des hommes de Jean Delannoy
- 1950 : Au revoir monsieur Grock de Pierre Billon
- 1952 : Nez de cuir d'Yves Allégret